# العلاقات البوتانية الكيريباتية
العلاقات البوتانية الكيريباتية هي العلاقات الثنائية التي تجمع بين بوتان وكيريباتي.

## مقارنة بين البلدين
هذه مقارنة عامة ومرجعية للدولتين:
| وجه المقارنة                                              | بوتان          | كيريباتي                        |
| --------------------------------------------------------- | -------------- | ------------------------------- |
| المساحة (كم2)                                             | 38.39 ألف      | 811                             |
| عدد السكان (نسمة)                                         | 807.61 ألف     | 116.40 ألف                      |
| الكثافة السكانية (ن./كم²)                                 | 21.04          | 14.35 ألف                       |
| العاصمة                                                   | تيمفو          | جنوب تاراوا                     |
| اللغة الرسمية                                             | لغة دزونكا     | لغة إنجليزية، اللغة الكيريباتية |
| العملة                                                    | نغولترم بوتاني | دولار كريباتي، دولار أسترالي    |
| الناتج المحلي الإجمالي (بليون دولار)                      | 2.51 مليار     | 196.15 مليون                    |
| الناتج المحلي الإجمالي (تعادل القوة الشرائية) بليون دولار | 6.49 مليار     | 224.26 مليون                    |
| الناتج المحلي الإجمالي الاسمي للفرد دولار أمريكي          | 2.66 ألف       | 1.42 ألف                        |
| الناتج المحلي الإجمالي للفرد دولار أمريكي                 | 7.82 ألف       | 1.81 ألف                        |
| مؤشر التنمية البشرية                                      | 0.605          | 0.590                           |
| رمز المكالمات الدولي                                      | +975           | +686                            |
| رمز الإنترنت                                              | .bt            | .ki                             |
| المنطقة الزمنية                                           | ت ع م+06:00    |                                 |

## منظمات دولية مشتركة
يشترك البلدان في عضوية مجموعة من المنظمات الدولية، منها:
| علم المنظمة | اسم المنظمة                   | تاريخ انضمام بوتان | تاريخ انضمام كيريباتي |
| ----------- | ----------------------------- | ------------------ | --------------------- |
|             | منظمة حظر الأسلحة الكيميائية  | ?                  | ?                     |
|             | الأمم المتحدة                 | 21 سبتمبر 1971     | 14 سبتمبر 1999        |
|             | مؤسسة التمويل الدولية         | 1 ديسمبر 2003      | 2 أكتوبر 1986         |
|             | يونسكو                        | 13 أبريل 1982      | 24 أكتوبر 1989        |
|             | مؤسسة التنمية الدولية         | 28 سبتمبر 1981     | 2 أكتوبر 1986         |
|             | بنك التنمية الآسيوي           | 1982               | 1974                  |
|             | البنك الدولي للإنشاء والتعمير | 28 سبتمبر 1981     | 29 سبتمبر 1986        |
|             | الاتحاد البريدي العالمي       | ?                  | ?                     |
|             | الاتحاد الدولي للاتصالات      | 15 سبتمبر 1988     | 3 نوفمبر 1986         |

## وصلات خارجية
- موقع وزارة الخارجية البوتانية